# Kandovan
Kandovan (en azéri-turc Gündoğan, en persan: كندوان) est un village troglodytique de la province d'Azerbaïdjan oriental, à proximité de Tabriz, dans le nord-ouest de l'Iran.

## Description
Le site est semblable aux villages troglodytes de Cappadoce, en Turquie.
Comme en Cappadoce, le sol de la région est formé d'ignimbrite, un matériau volcanique fin, transporté sur de longues distances, soudé à chaud lors de sa retombée, et formant de vastes et épaisses nappes.
Ce matériau, plus communément appelé tuf, se taille aisément.
Les habitations troglodytes de Kandovan ont été taillées dans la roche il y a plusieurs centaines d'années (trois mille ans pour certaines) et sont encore habitées.
Les habitants de la région prêtent à l'eau minérale de Kandovan des propriétés curatives : elle est considérée comme un remède aux maladies rénales. Les visiteurs venus de Tabriz ou d'ailleurs en rapportent toujours plusieurs bidons.

## Tourisme
Kandovan obtient en 2023 le label Meilleurs villages touristiques de l'Organisation mondiale du tourisme.

## Galerie

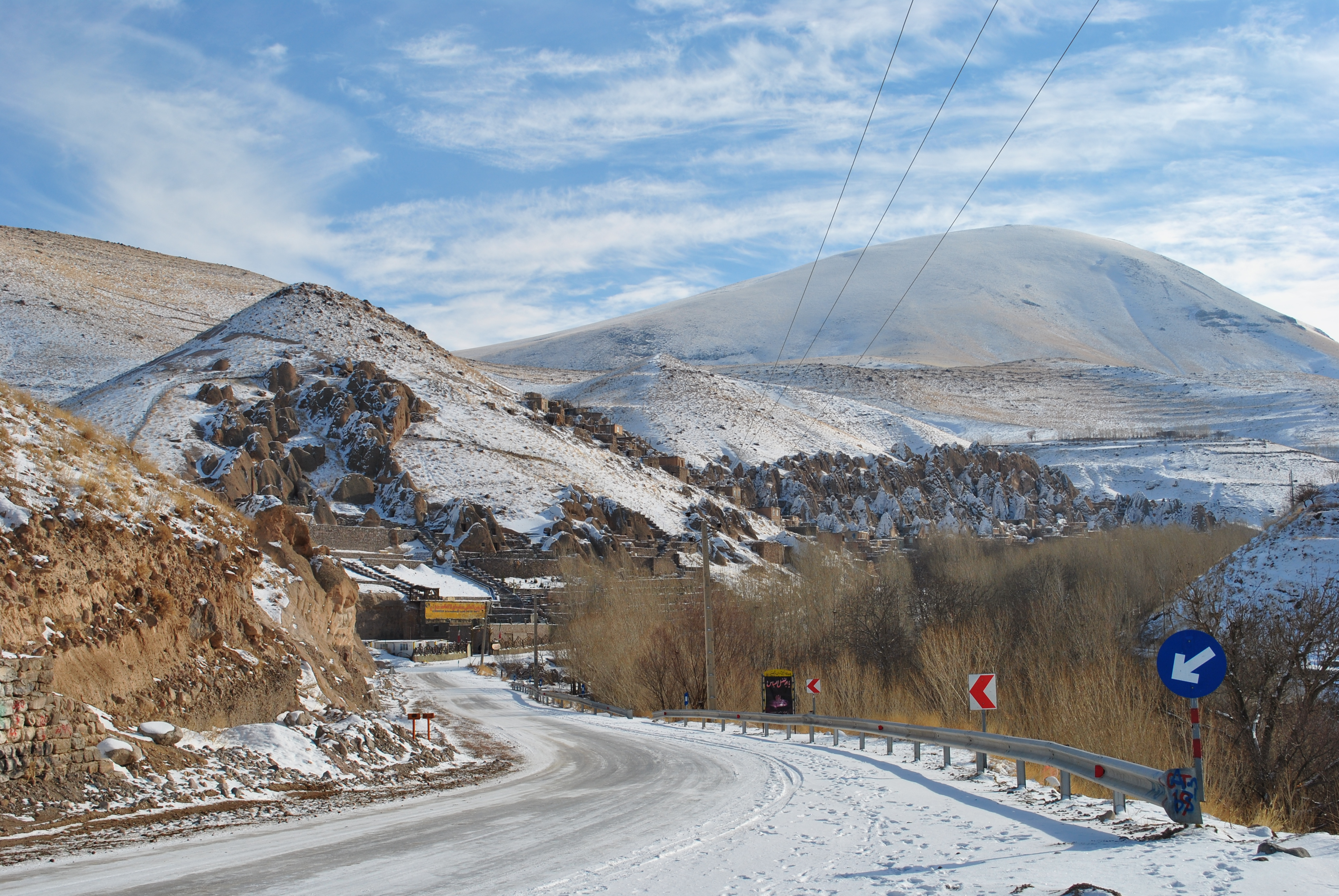
Far view of a hotel on the left and the rock houses on the right
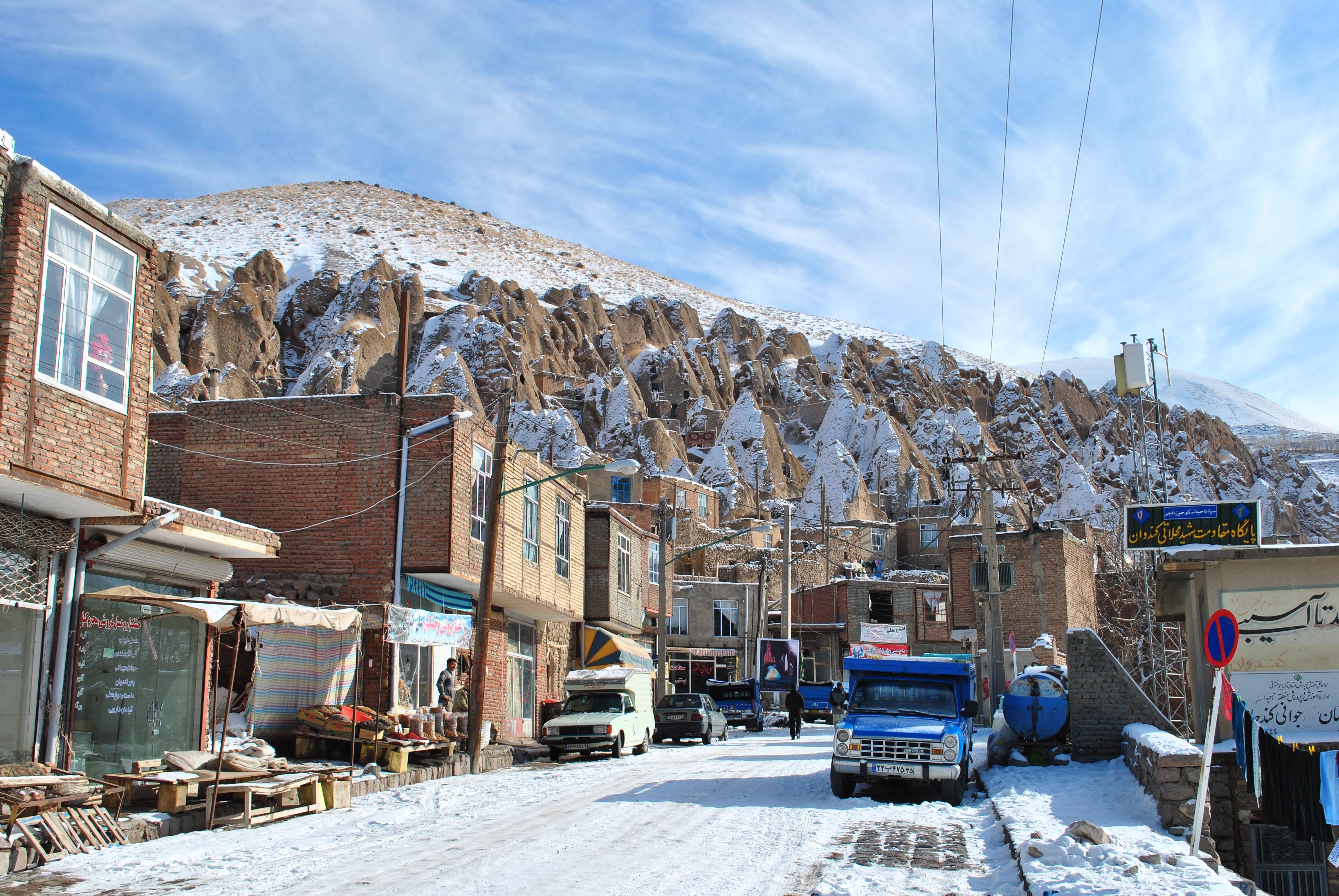
Closer view of the village
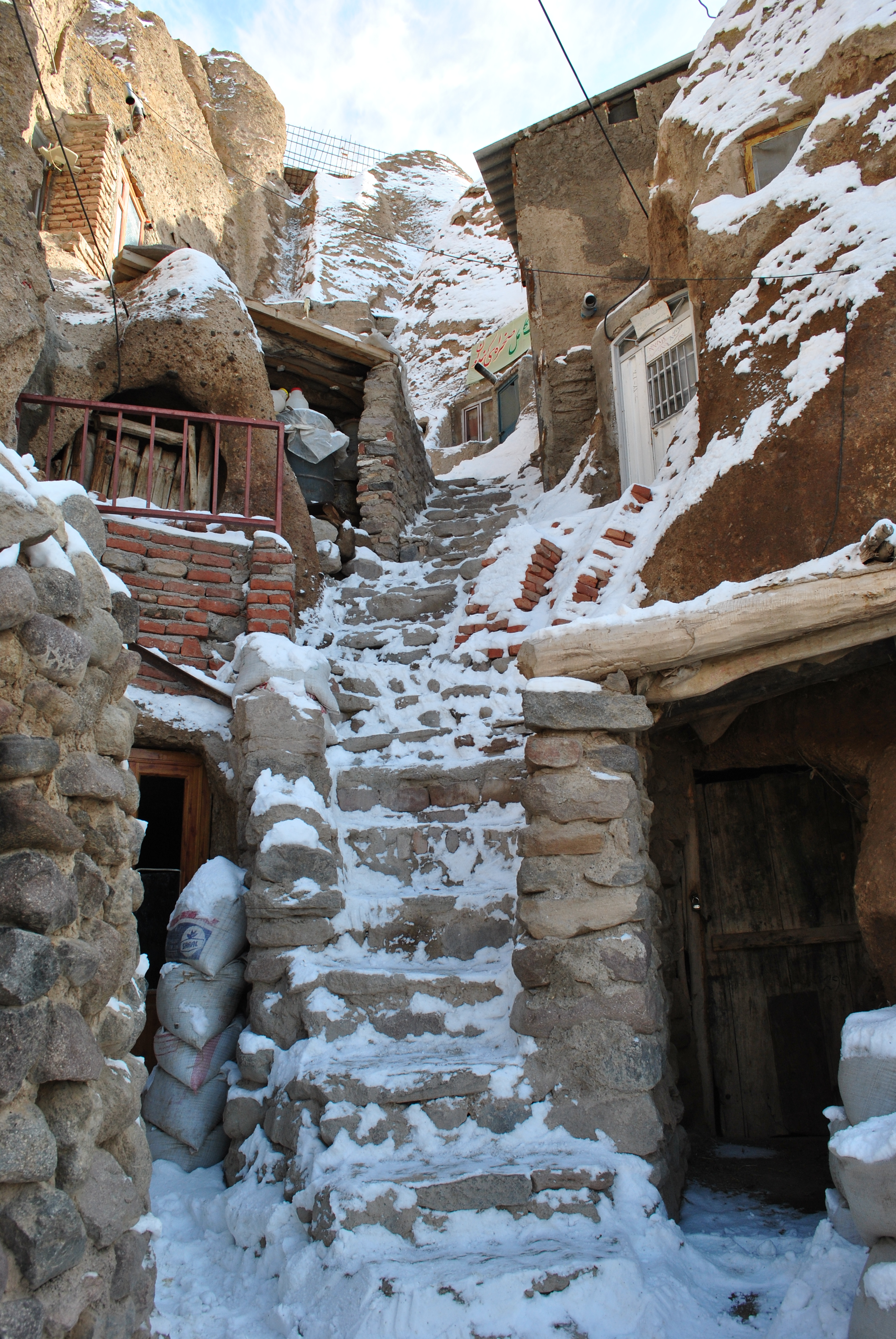
In the village
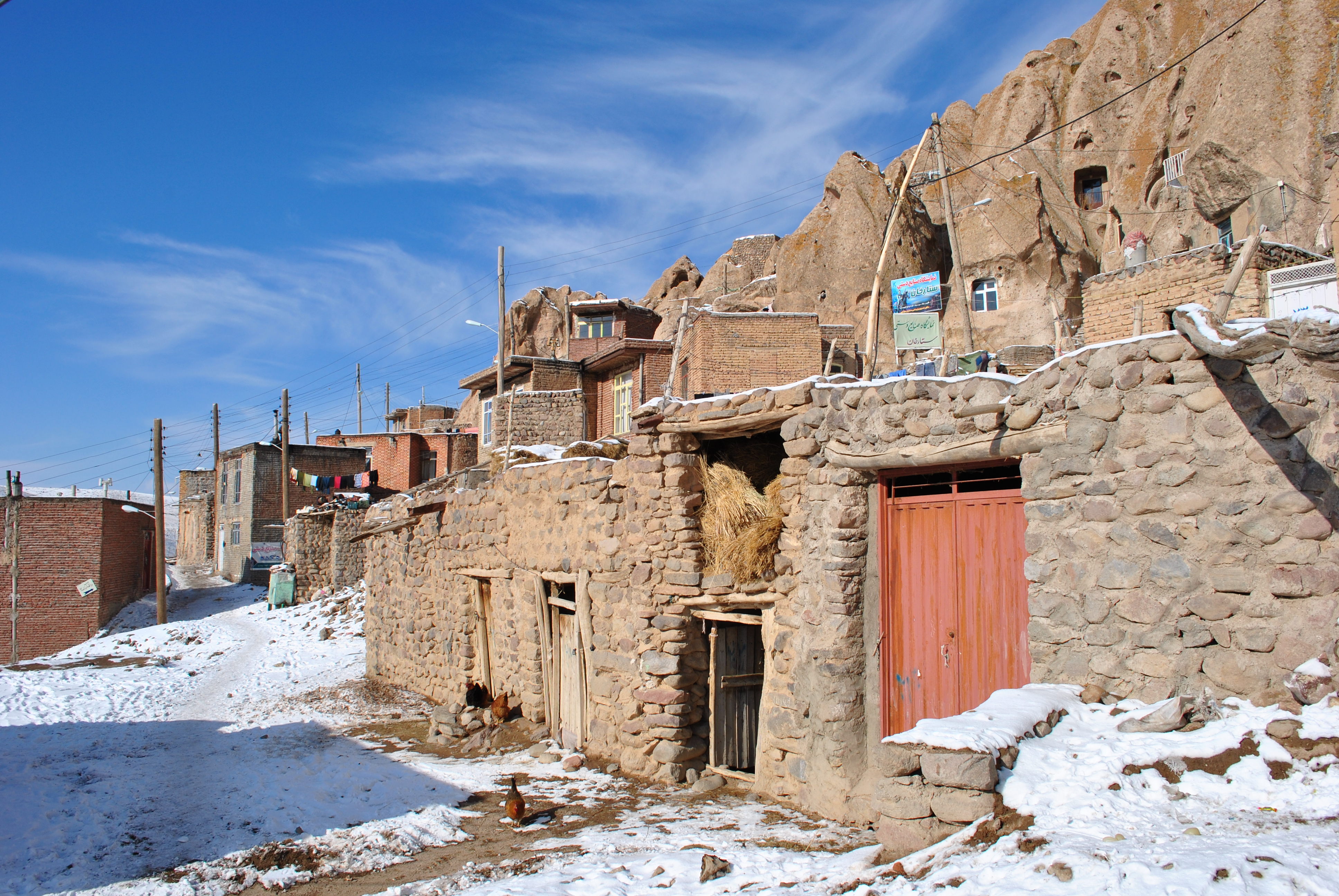
In the village
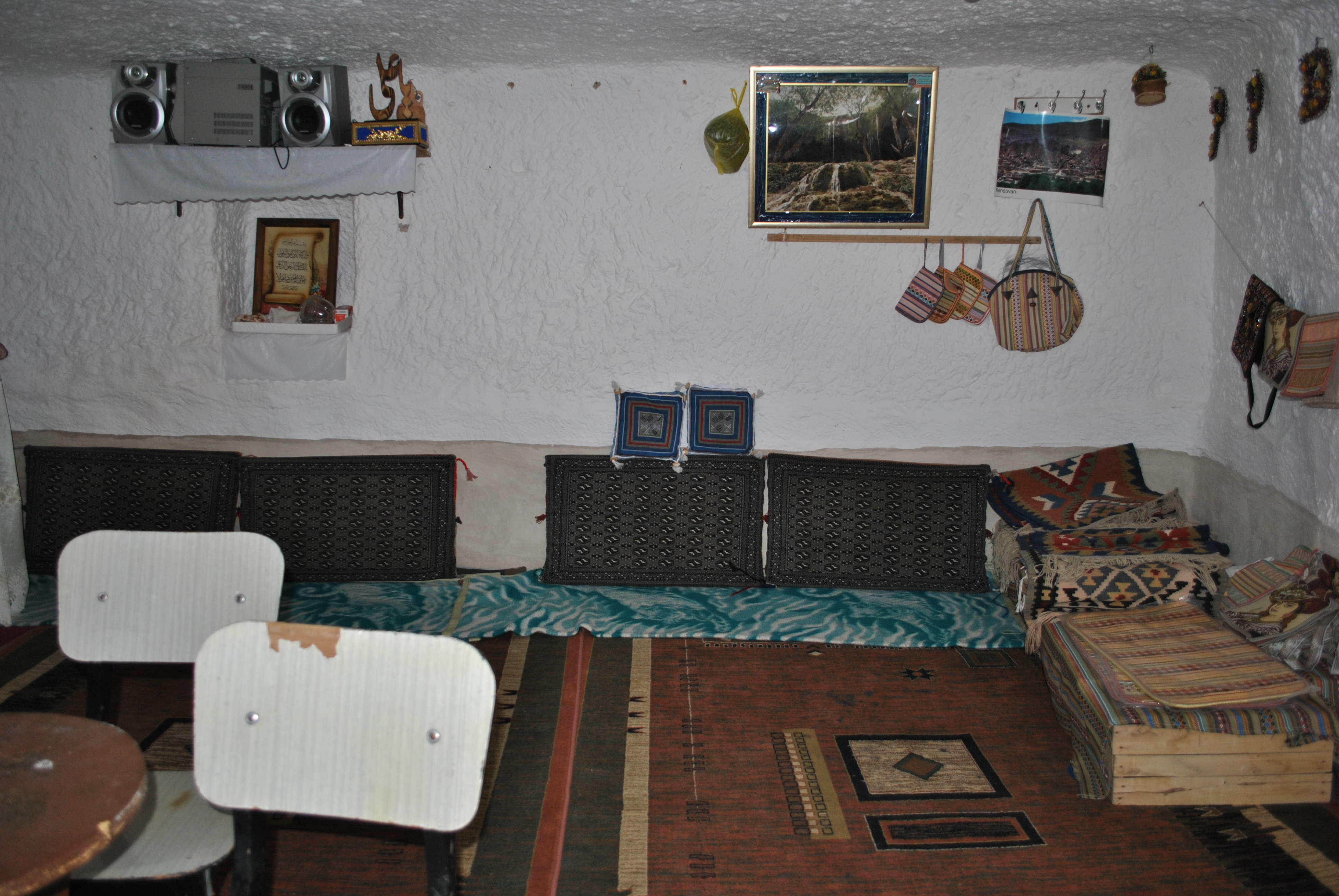
Interior of a traditional home
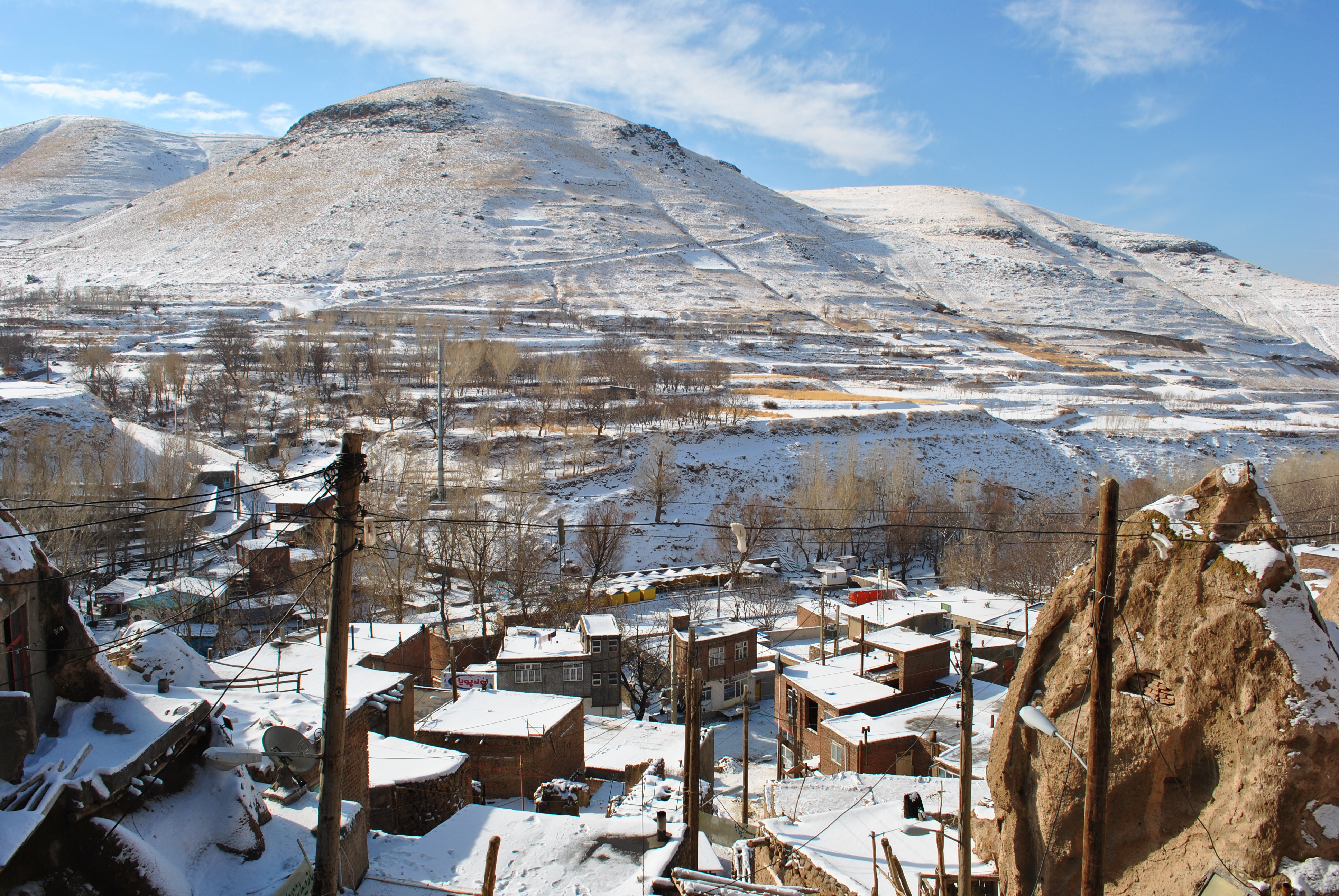
View of the village and surroundings from the rock houses
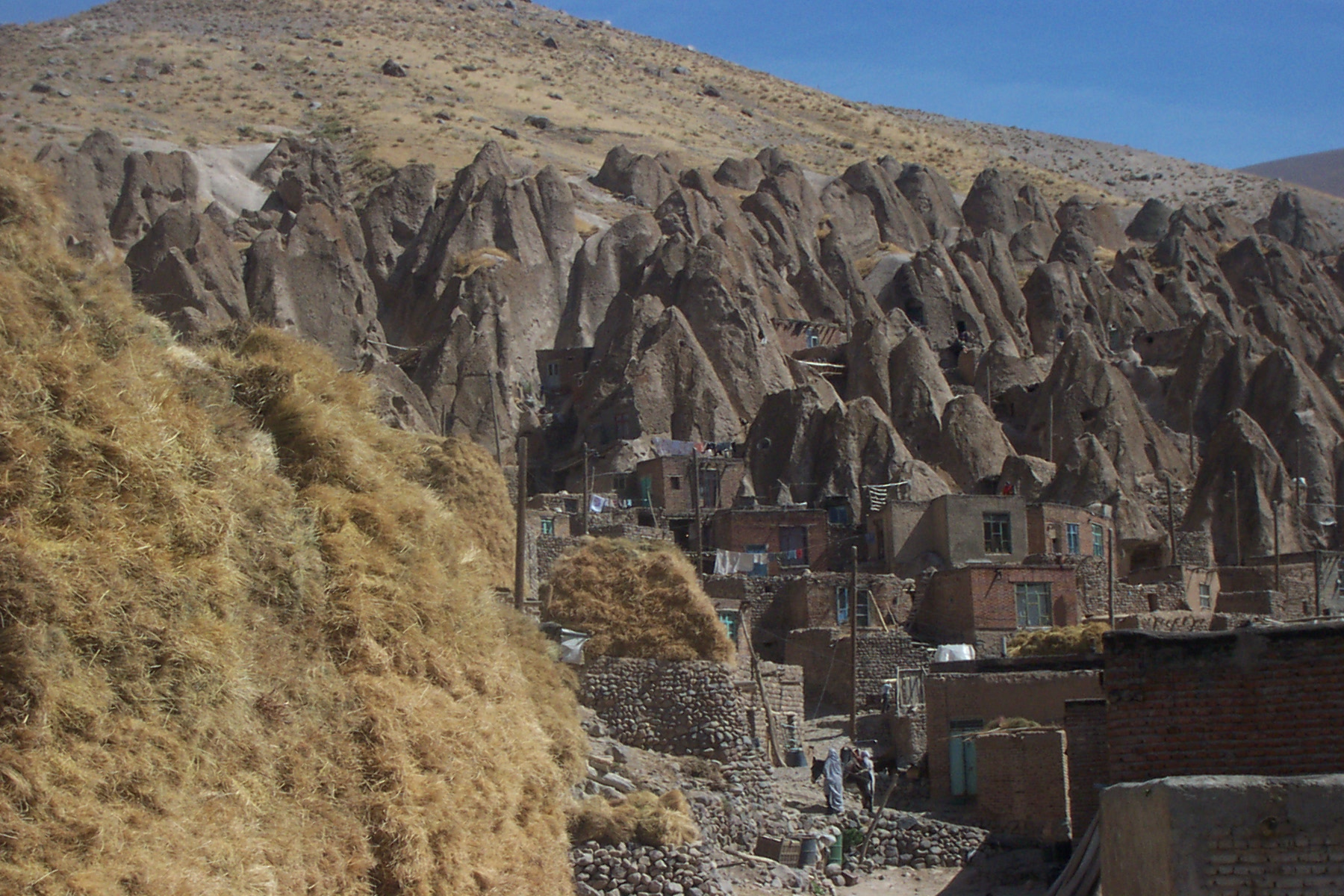
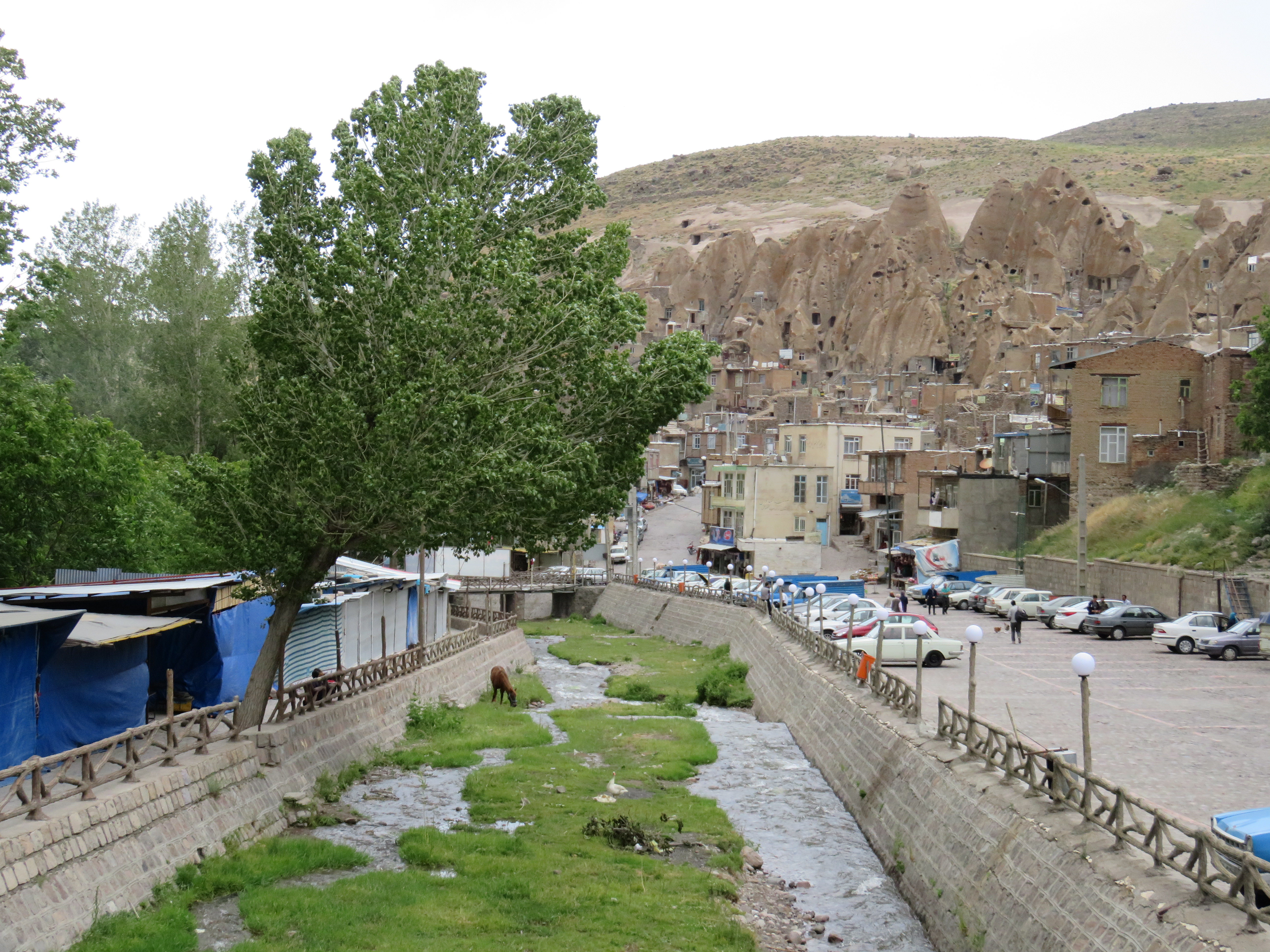
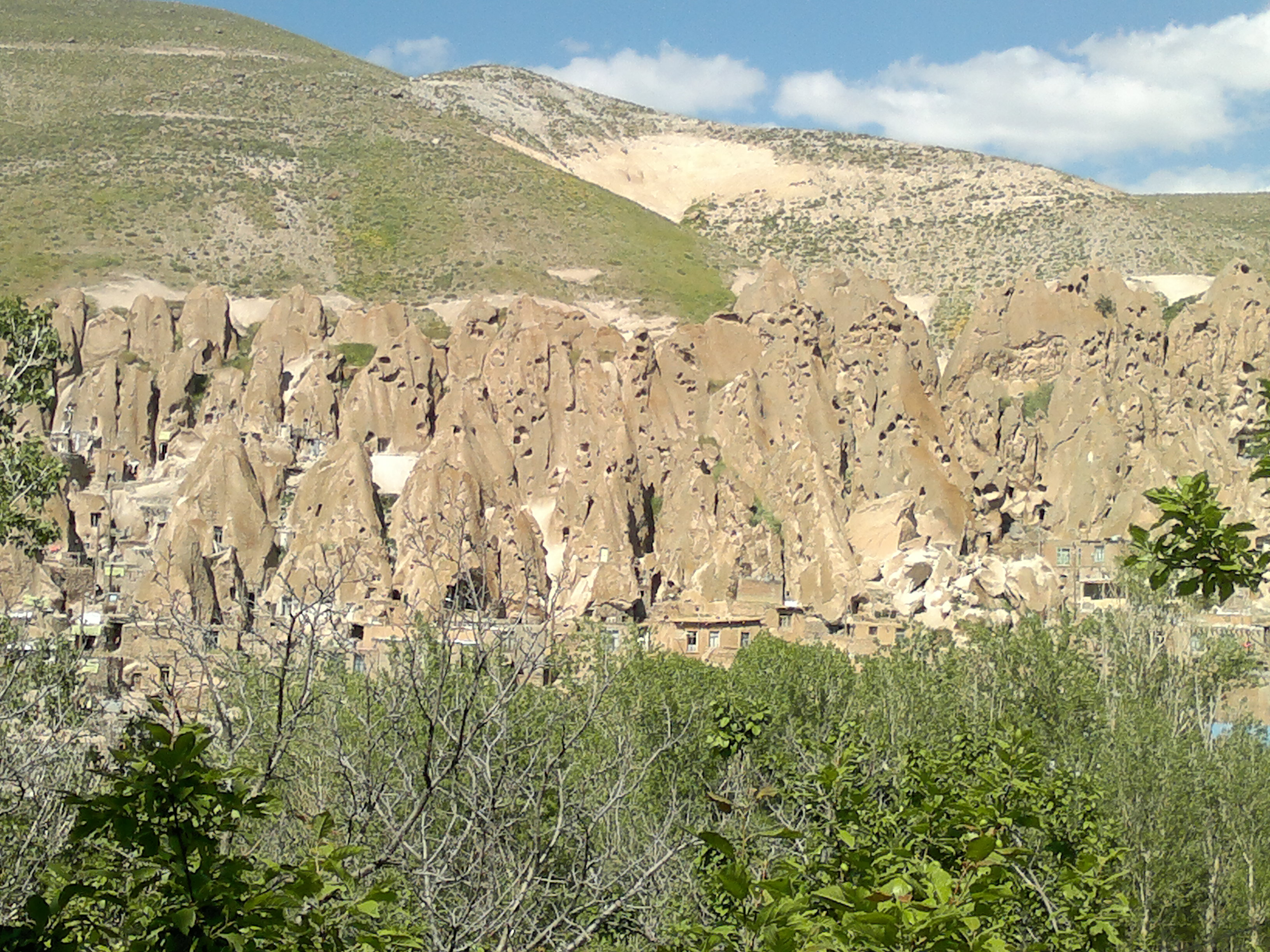